# Мастер святого Эгидия
Мастер святого Эгидия (фр. Maître de Saint-Gilles) — франко-нидерландский мастер, вероятно, работавший в Париже около 1500.

## Биография
Писал в деликатной манере поздней готики, с тщательным отображением текстур и света, а также с правдоподобными реальными интерьерами, выдающими его родство с нидерландской живописью (не установлено, был ли он французом, учившимся в Голландии, или голландцем, эмигрировавшим во Францию). В его творчестве заметна адаптация типа Мадонны, введённого Рогиром ван дер Вейденом (см. «Голова женщины», Метрополитен). Ему также атрибутируется портрет Филиппа Красивого, который считают исходной версией разошедшегося иконографического типа.
Данный псевдоним был дан анонимному художнику Максом Фридландером, который реконструировал наследие мастера, отталкиваясь от двух панелей в лондонской Национальной галерее, которые были частью большого алтаря, посвящённого святому Эгидию, и двух других досок в Вашингтоне.

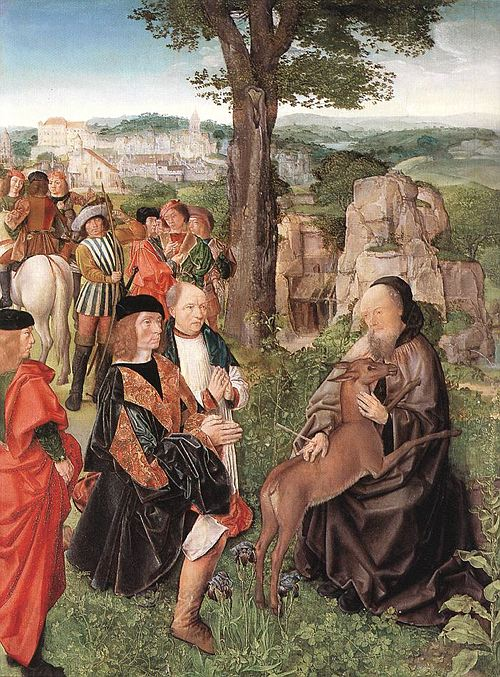
«Святой Эгидий и олень», Национальная Галерея, Лондон
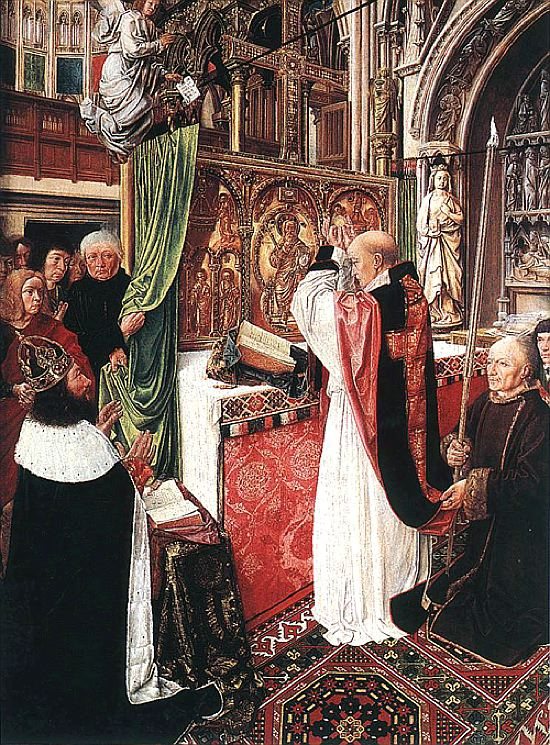
«Месса Святого Эгидия», Национальная Галерея, Лондон
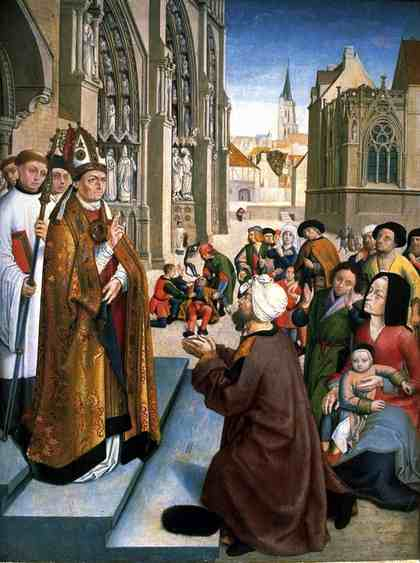
«Эпизод из жизни святого епископа», Национальная Галерея, Вашингтон
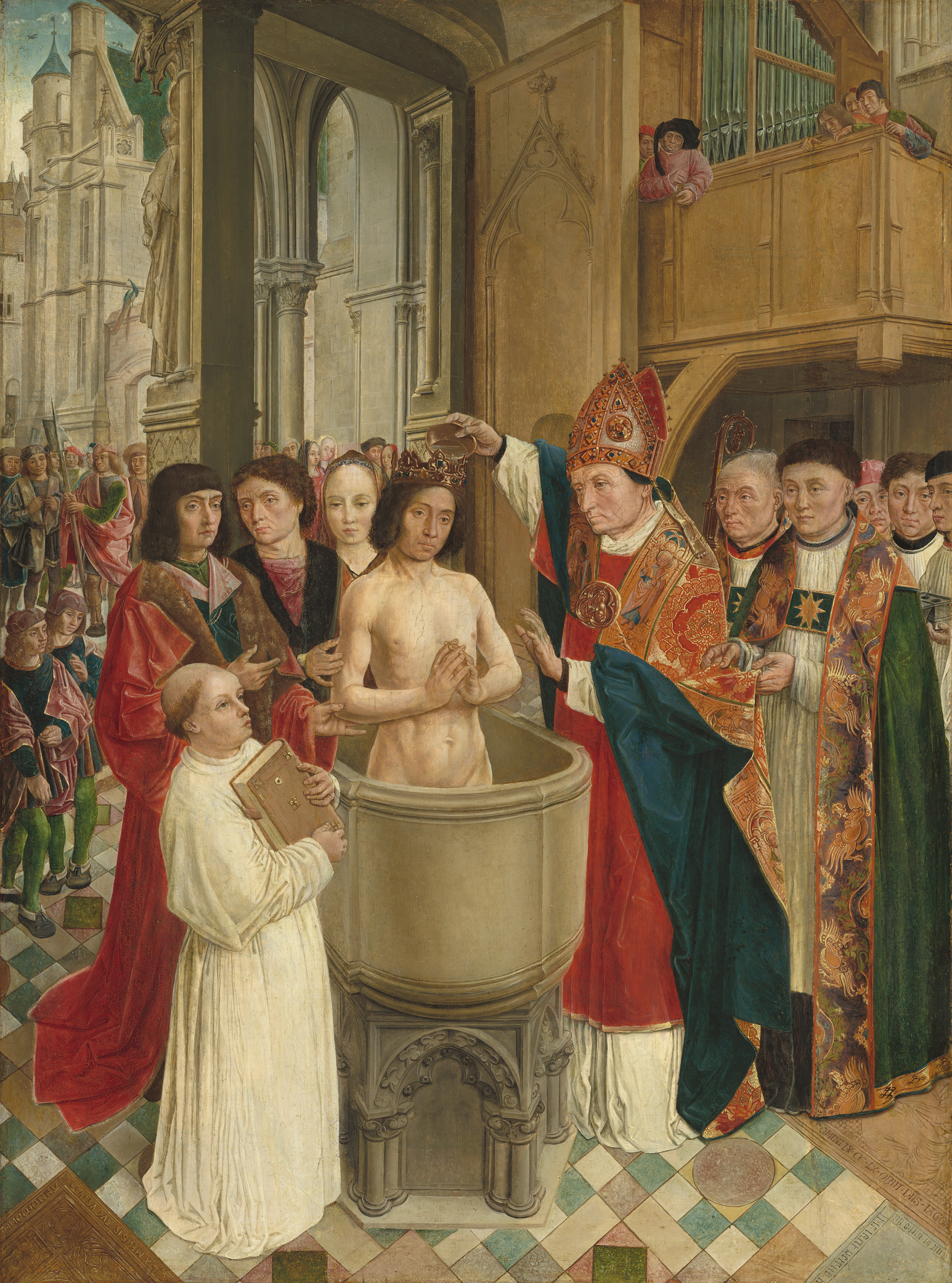
«Крещение Хлодвига», Национальная Галерея, Вашингтон